# Sumo Power
Sumo Power – brytyjskiej przedsiębiorstwo tuningu samochodów z bazą w Rye. Założona w 2002 roku firma specjalizuje się w tuningu samochodów importowanych z Japonii, w tym Nissana oraz Mitsubishi. 
Firma angażuje się w wyścigi samochodowe. Kierowała zespołem w FIA GT1 World Championship o tej samej nazwie. Od 2009 roku przedsiębiorstwo prowadzi zespół wyścigowy JR Motorsports (JRM), który pojawia się w stawce FIA GT1 World Championship, Blancpain Endurance Series, FIA World Endurance Championship, 24-godzinnego wyścigu Le Mans oraz ADAC GT Masters.

## Sukcesy zespołu JMR
- FIA GT1 World Championship

2011 - Nissan GT-R (Michael Krumm, Lucas Luhr)